# Tchinemba
Tchinemba is een berg in de provincie Benguela in Angola, ruim 400km ten zuiden van de hoofdstad Luanda.